# Radio Rêve
 (juillet 2025).
Motif : Pas de sources.
- Archive Wikiwix
- Bing
- Cairn
- DuckDuckGo
- E. Universalis
- Gallica
- Google
- G. Books
- G. News
- G. Scholar
- Persée
- Qwant
- (zh) Baidu
- (ru) Yandex
- (wd) trouver des œuvres sur Wikidata

| 1. | Préciser le motif de la pose du bandeau. | Précisez le motif de la pose du bandeau en utilisant la syntaxe suivante : {{admissibilité à vérifier\|date=juillet 2025\|motif=remplacez ce texte par le motif}}               |
| 2. | Informer les utilisateurs concernés.     | Pensez à avertir le créateur de l'article, par exemple, en insérant le code ci-dessous sur sa page de discussion : {{subst:avertissement admissibilité à vérifier\|Radio Rêve}} |

Radio Rêve était une radio locale française basée à Blois dans le département de Loir-et-Cher et la région Centre.

## Présentation
Radio Rêve a été créée en 1982 par plusieurs vendômois
Radio Rêve diffusait sur la fréquence 90.3 FM à Blois et à Vendôme sur 93.40 FM.
La radio Vibration du groupe Start la racheta pour se développer en Loir-et-Cher.
Radio Rêve a aujourd'hui disparu.